# Střední škola Waldorfské lyceum
Střední škola Waldorfské lyceum je střední škola všeobecně-odborného zaměření, založená v roce 2006. Nachází se v Praze na Opatově.

## Studium
Škola nabízí čtyřleté denní studium v oboru Kombinované lyceum, ve školním roce 2011/2012 a 2012/2013 ještě dobíhá studium oboru Waldorfské lyceum (starší podoby oboru Kombinované lyceum). Studium je zakončeno maturitou. Škola otvírá každý rok jednu třídu s přibližně 30 žáky.
Žáci jsou ke studiu přijímáni na základě výsledků ústního pohovoru, podle prospěchu na základní škole jsou případně vyžadovány ještě písemné zkoušky z matematiky a českého jazyka.
Studium je v 1. a 2. ročníku pro všechny žáky jednotné, od 3. ročníku se dělí na humanitní a přírodovědnou specializaci.
Škola dosáhla v prvních nových státních maturitách 2011 nejlepších výsledků ze všech středních odborných škol v republice.